# 岩本順平
岩本 順平（いわもとじゅんぺい、1991年（平成3年）9月27日 - ）は、日本の写真家、プロデューサー。
一般社団法人DOR代表。

## 人物・経歴
兵庫県 加古川市生まれ。神戸市在住。写真スタジオでのアシスタントを経て、2012年に写真家として独立。
2014年から新長田の再開発エリアで劇場を運営するNPO法人DANCE BOXに参加し、PRディレクターとして広報を担当。
2017年春よりデザインやアートの地産地消による地域の活性化を目的とし、一般社団法人DORを設立。
神戸市長田区に拠点を置き、企業や行政、地域の抱える課題や可能性に応えるプロジェクト、クリエイティブを幅広く手掛ける。

## 実績
- 下町芸術祭広報ディレクション[4]
- 株式会社フェリシモ「あると便利なアウトドア特集」：LP制作及びイメージ撮影
- シタマチコウベWEBサイトWEBディレクション及び制作・保守管理
- 新長田合同庁舎シャッター装飾アート ディレクション
- 新長田合同庁舎壁面木製マップ制作[5]
- ノーギョ・ギョギョ・ギョギョー ラボラトリーズ　記録写真撮影・編集
- ワールドマスターズゲームズ2021関西　PR動画制作
- 六甲山上スマートシティ構想 プロモーション映像制作[6]
- 夜明けのしらす プロモーション
- SETOUCHI ISLAND TRIPプロモーション映像制作
- 駒ヶ林フィッシャーマンズマーケット「海と、魚と、」[7]
- 神戸市交通局 プロモーション映像 神戸市営地下鉄海岸線- 子育て編、安全編、多文化編、夏編、春編
- こども本の森 神戸 アートディレクション
- 2022年6月3日発刊　神戸新聞第2朝刊「震災1万日特集」見開き広告制作

1. ↑  “creative unit DOR”. creative unit DOR. 2023年9月28日閲覧。
2. ↑  https://dor.or.jp/member/iwamoto
3. ↑  “NPO DANCE BOX”. NPO DANCE BOX. 2023年9月28日閲覧。
4. ↑  https://shitamachi-artfes.studio.site
5. ↑  https://dor.or.jp/works/514
6. ↑  https://www.city.kobe.lg.jp/a93584/shise/kekaku/kikakuchosekyoku/creative-smart-rokko-mountains.html
7. ↑  https://www.umitosakanato.jp